# Церковь Рождества Пресвятой Богородицы (Рождествено)
Церковь Рождества Пресвятой Богородицы — православный храм в селе Рождествено Гатчинского муниципального округа Ленинградской области. Построен в конце XIX века. Является выявленным памятником архитектуры.

## История
В 1713 году по указанию Алексея Петровича, сына Петра I, в селе строится храм Рождества Пресвятой Богородицы. Он находился излучине Оредежа, на пригорке за могильным мостом — там, где сейчас находится старое кладбище. Служба там велись до 1785 года, когда была построена новая церковь во имя Рождества Пресвятой Богородицы в центре села. Она сгорела 11 сентября 1837 года во время сильного пожара.
В 1860-х года началось строительство нового каменного храма в византийском стиле. Руководил возведением здания синодальный архитектор И. И. Буланов. Освящение вновь построенной церкви состоялось 9 сентября 1883 года при большом стечении народа при участии нескольких священников из гатчинских храмов. Освящение совершил епископ Ладожский Арсений. В храме имелось три престола: главный из белого мрамора с колоннами по углам во имя Рождества Пресвятой Богородицы; северный придел во имя святого Николая Чудотворца и южный во имя святого благоверного князя Александра Невского. Иконостас был трёхъярусным. Рядом с храмом располагалась мраморная усыпальница семьи И. В. Рукавишникова, благотворителя храма.
В 1937 год храм был закрыт, священник, дьякон, псаломщик и их семьи были расстреляны. В 1941 году, во время немецкой оккупации, храм был вновь открыт. Из концлагеря освободили священника отца Сергия Сапунова из Пушкина для службы в церкви. Здесь стали совершаться богослужения, продолжившиеся и после окончания Великой Отечественной войны.
К празднованию 1000-летия Крещения Руси в 1988 году усердием настоятеля храма протоиерея Владимира и прихожан храм был капитально отремонтирован.

## Галерея

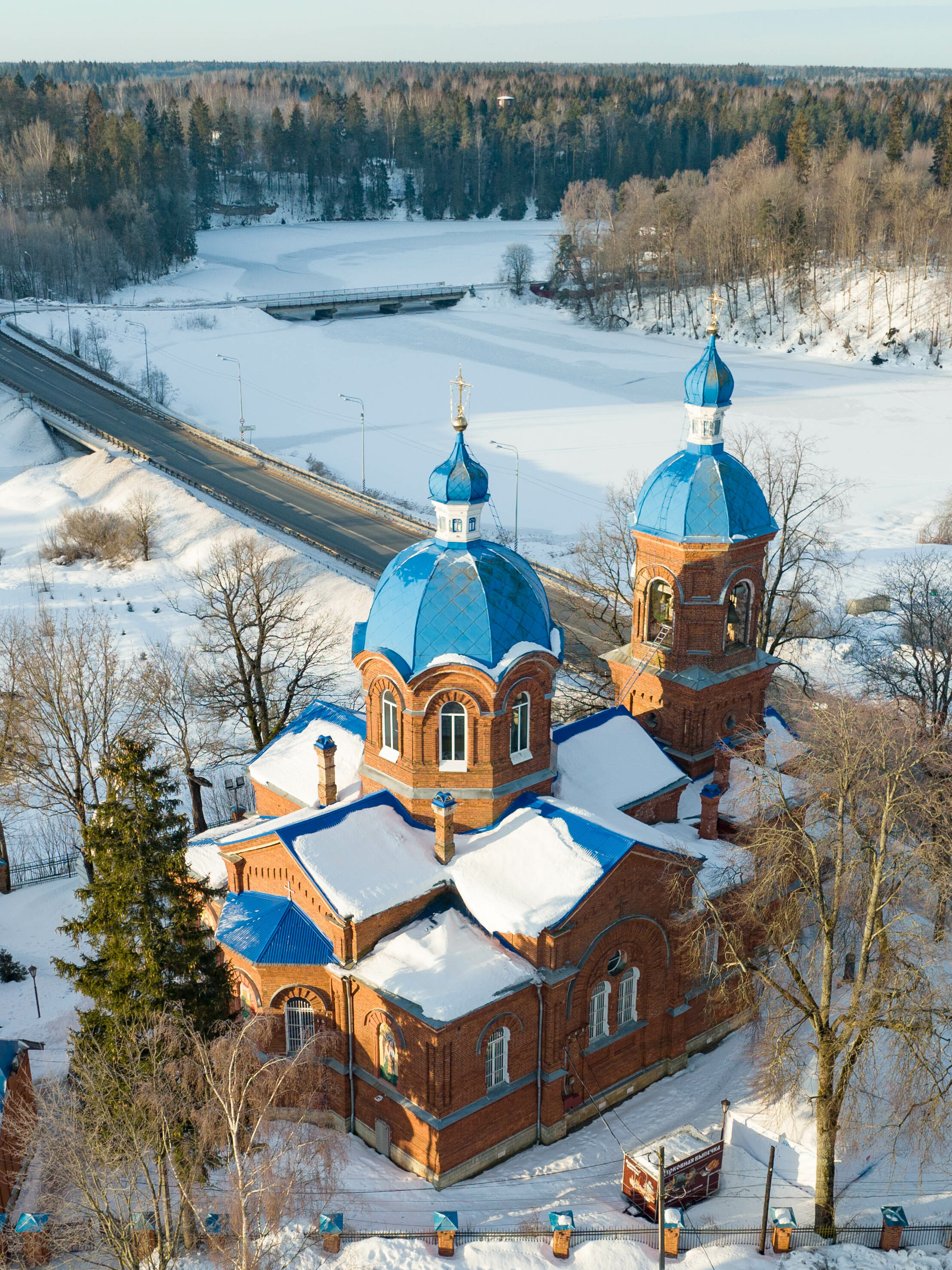
Вид сверху
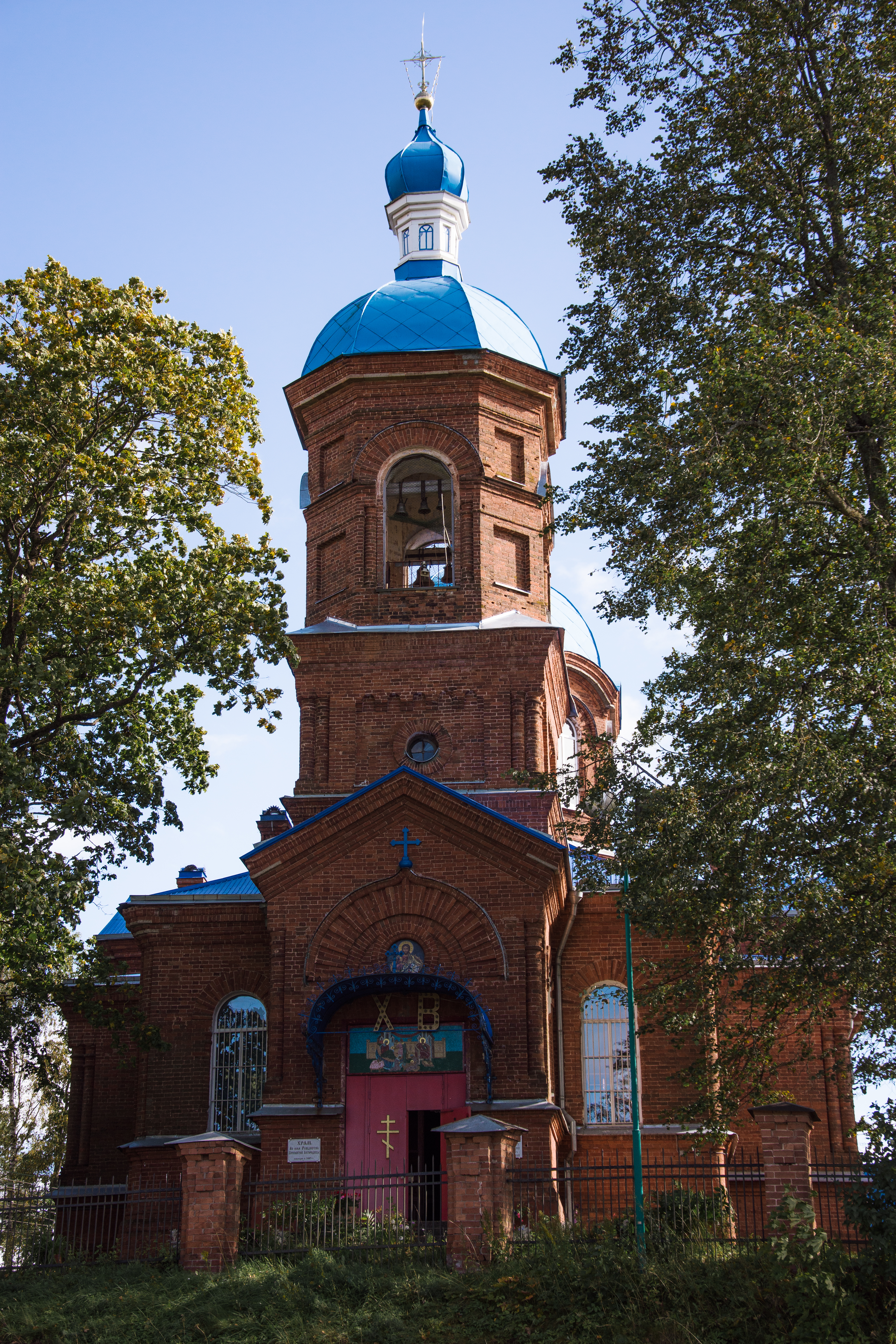
Колокольня
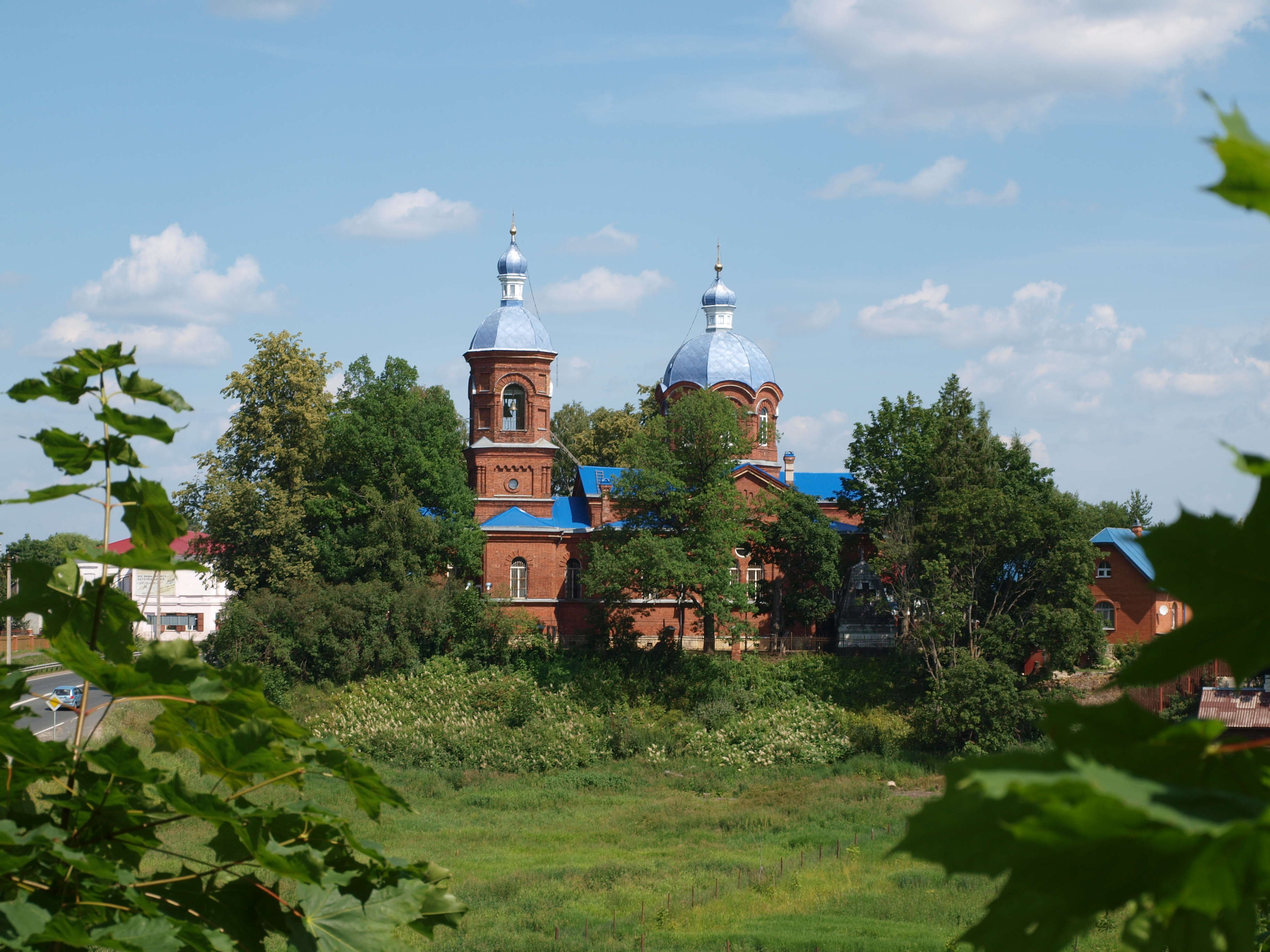
Общий вид храма
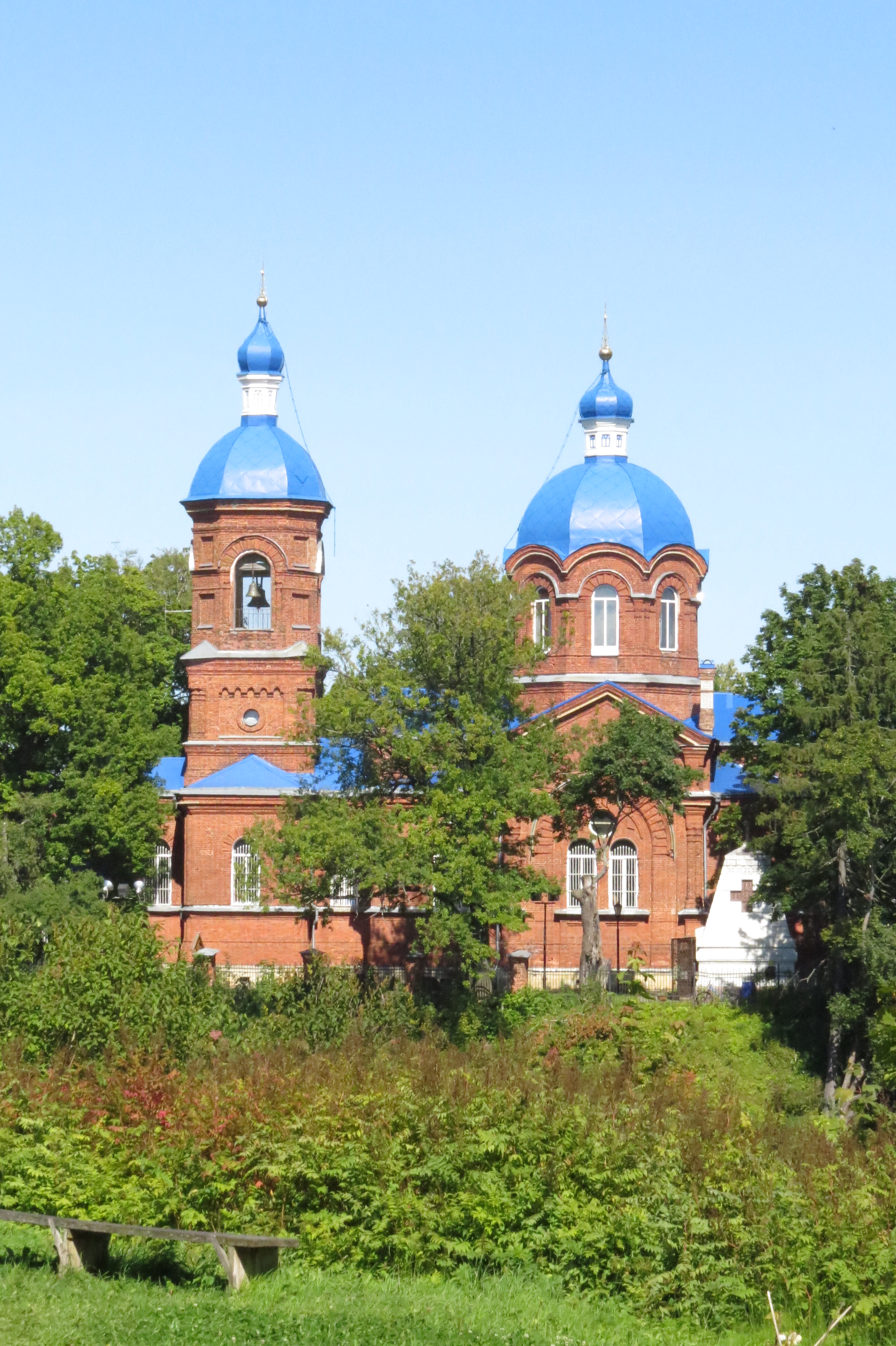
Церковь с колокольней